# Der Versager
Der Versager (englischer Originaltitel: Homer’s Odyssey) ist die dritte Folge der ersten Staffel der US-amerikanischen Zeichentrickserie Die Simpsons.

## Handlung
Bart unternimmt mit seiner Klasse eine Exkursion zum Kernkraftwerk von Springfield, in dem sein Vater Homer arbeitet. Dort werden sie Zeuge, wie Homer einen Elektrokarren in eine Kühlöffnung stößt und gefeuert wird. Der verzweifelte Homer sucht erfolglos nach einem neuen Job. Er fühlt sich als Versager; er hinterlässt seiner Familie eine Abschiedsnotiz und will Selbstmord begehen, indem er sich an einen Felsbrocken bindet und von einer Brücke springen will.
Lisa findet Homers Notiz und alarmiert die Familie. Sie eilen zur Brücke, um ihn zu retten, werden aber fast von einem Lastwagen überfahren. Homer bringt sie gerade rechtzeitig in Sicherheit und findet einen neuen Grund zu leben: Er will ein Stoppschild für die gefährliche Kreuzung besorgen. Nachdem Homer erfolgreich beim Stadtrat eine Petition eingereicht hat, führt er einen Kreuzzug für die öffentliche Sicherheit, bei dem Geschwindigkeitsbeschränkungen und Warnschilder in der ganzen Stadt angebracht werden.
Unzufrieden mit seinen eigenen Anstrengungen geht Homer die größte Gefahr in Springfield an, das Atomkraftwerk. Nachdem Homer die Leute für seine Sache zusammengebracht hat, beschließt Mr. Burns, die von ihm verursachte Aufregung zu beenden, indem er Homer eine neue Position als Arbeitsschutzinspektor und ein höheres Gehalt anbietet. Homer, der zwischen seinen Prinzipien und seinem Lebensunterhalt hin- und hergerissen ist, sagt seinen Anhängern unter Tränen, dass sie von diesem Punkt an ihre Kämpfe alleine führen müssen, und nimmt den Job an.

## Trivia
- Die Figur des Waylon Smithers wurde in dieser Folge fälschlicherweise als Afroamerikaner animiert. Laut David Silverman sei Smithers schon immer als „weißer Sykophant von Mr. Burns“ konzipiert gewesen und die Autoren hielten es für „eine schlechte Idee, einen schwarzen unterwürfigen Charakter zu haben“. Daher wird die Figur Smithers in den anderen Folgen in gelber Hautfarbe dargestellt.
- Smithers hat in dieser Folge zudem seinen ersten Auftritt, ebenso erschienen die Figuren Otto Mann, Chief Wiggum, Jasper Beardley, Sam und Larry, Mr. und Mrs. Winfield sowie Sherri und Terri erstmals.
- Der Titel der Folge stammt aus dem griechischen Epos Odyssee, das dem Dichter Homer zugeschrieben wird.
- Im Bus singt Bart Am Brunnen vor dem (großen) Tor, ein amerikanisches Volkslied über einen Helden der Arbeiterklasse aus dem 19. Jahrhundert, der Eisenbahnlinien über die Berge von West Virginia baut.

## Rezeption
Die Folge erhielt nach der Ausstrahlung überwiegend gemischte Kritiken. Die Kritiker Warren Martyn und Adrian Wood, Autoren des Buches I Can't Believe It's a Bigger und Better Updated Inofficial Simpsons Guide, gaben an, dass „die Geschichte am Ende eher verschwimmt, aber es gibt viele gute Momente, insbesondere im Kraftwerk habe“.
Colin Jacobson von DVD Movie Guide schrieb, dass die Episode „ein wenig unter einem merkwürdigen Ton leidet, da sich die Charaktere nicht sesshaft waren. Trotzdem wirkt es überraschend clever und witzig.“